# Sjeverozapadni sumatranski jezici
Sumatranski jezici (Sumatran Languages, Northwest Sumatran languages) jedan od glavnih grana malajsko polinezijskih jezika kojima govori desetak plemena na području Sumatre u Indoneziji. Obuhvaća (12) jezika, to su.:
a) Batak jezici (7), Indonezija/Sumatra: batak alas-kluet, batak angkola, batak dairi, batak karo, batak mandailing, batak simalungun, batak toba.
b) Enggano (1), Indonezija: enggano.
c) Mentawai (1), Indonezija: mentawai.
d) sjeverni (3), Indonezija: nias, sikule, simeulue
Po novijoj kalsifikaciji sastoji se od užih skupina: batačka, niaska (2 jezika i individualnih jezika gayo [gay], mentawai [mwv] i simeulue [smr].

## Vanjske poveznice
- Ethnologue (14th)